# Bombycodes fumosa
Bombycodes fumosa là một loài bướm đêm trong họ Geometridae.